# Westport International Mansion
La Westport International Mansion  (西港国际大厦) est un gratte-ciel de 218 mètres de hauteur construit à Xi'an en Chine de 2005 à 2008 .
La hauteur du toit est 161 de mètres.
Il abrite des bureaux sur 45 étages pour une surface de plancher de 84 297 m2 .